# Lasioglossum heterorhinum
Lasioglossum heterorhinum là một loài Hymenoptera trong họ Halictidae. Loài này được Cockerell mô tả khoa học năm 1930.

## Hình ảnh

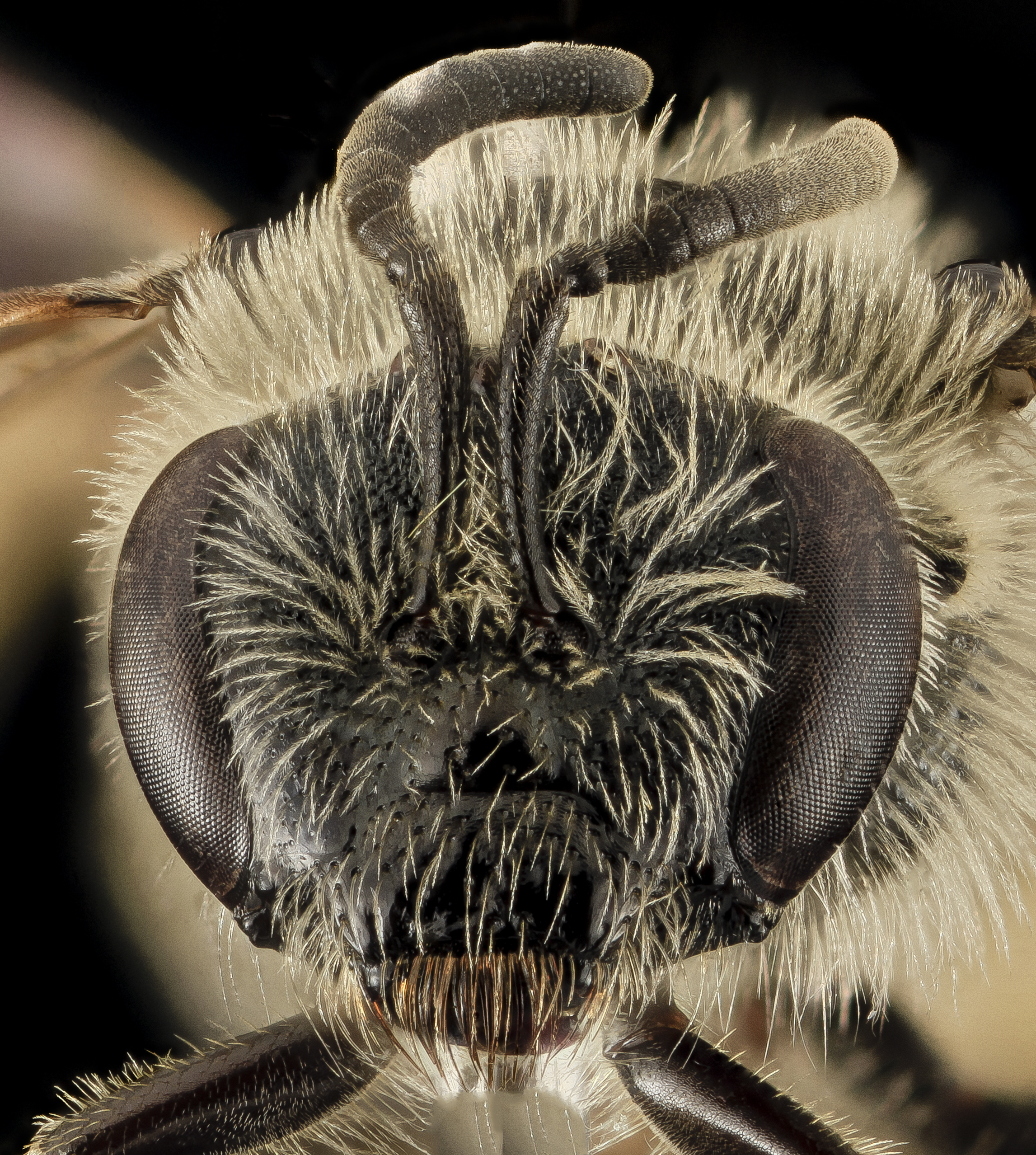
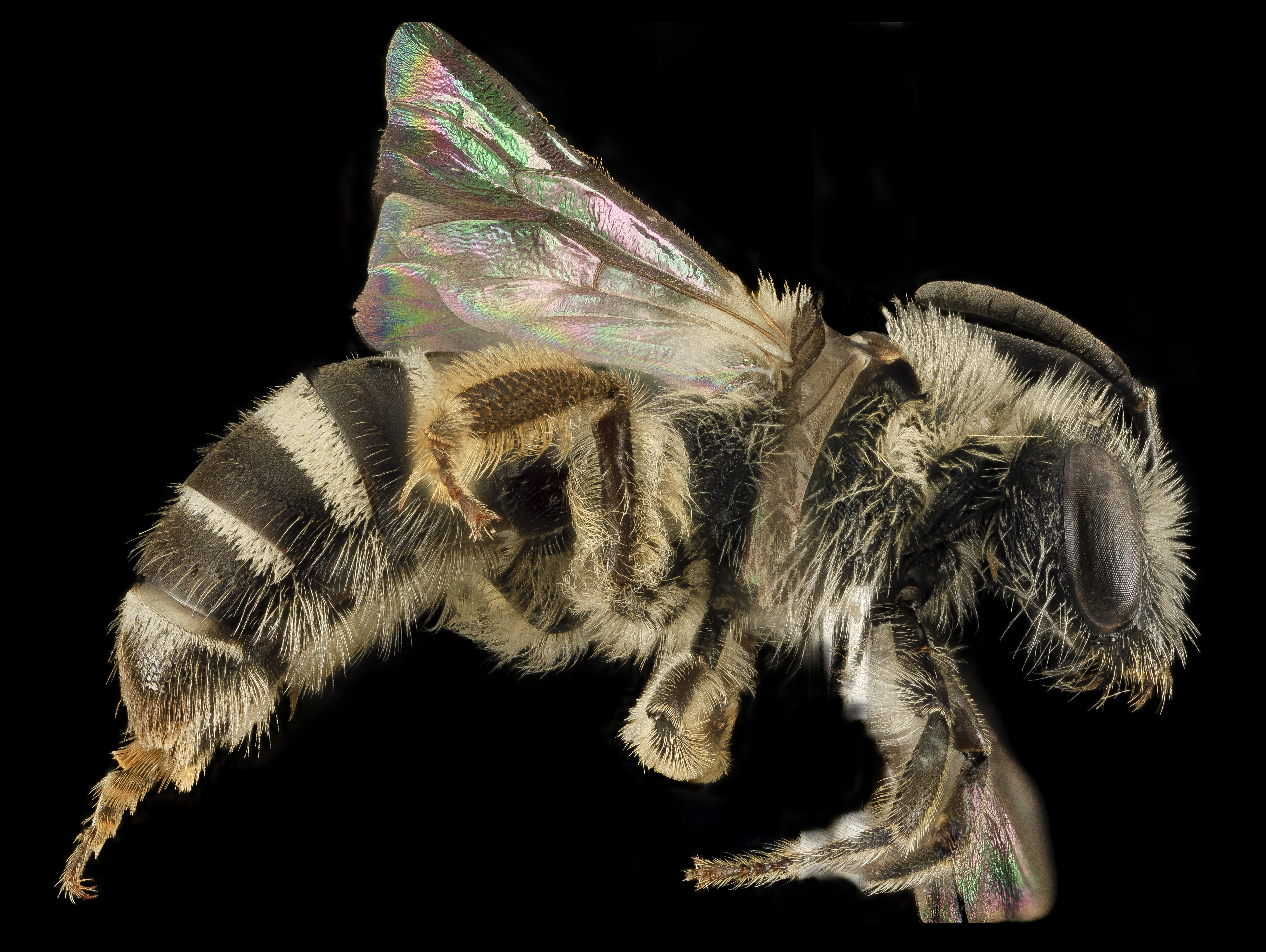